# Nemanja Gudelj
Nemanja Gudelj (srbskou cyrilicí Немања Гудељ; 16. listopadu 1991 Bělehrad) je srbský profesionální fotbalista, který hraje na pozici středního obránce za španělský klub Sevilla FC a za srbský národní tým.

## Klubová kariéra
V profesionálním fotbale debutoval v nizozemském klubu NAC Breda. V letech 2013–2015 hrál za AZ Alkmaar. V létě 2015 přestoupil do Ajaxu Amsterdam. V lednu 2017 přestoupil do čínského klubu Tianjin Teda FC.
V červenci 2020 byla u něj potvrzena nákaza nemocí covid-19, kvůli níž nemohl odletět se zbytkem týmu na osmifinálové utkání probíhajícího ročníku Evropské ligy proti AS Řím, které se konalo v Duisburgu. Gudelj chyběl i v nominaci na následující střetnutí s Wolverhamptonem.

## Reprezentační kariéra
Reprezentoval Srbsko v mládežnické kategorii U21.
V A-mužstvu Srbska debutoval 5. 3. 2014 v přátelském zápase v Dublinu proti reprezentaci Irska (výhra 2:1).

## Osobní život
Jeho otcem je bývalý fotbalista Nebojša Gudelj.